# Wieringermeer
Wieringermeer (phát âmⓘ) là một đô thị của Hà Lan. Wieringermeer thuộc tỉnh Noord-Holland ở nửa phía bắc Hà Lan. Wieringermeer có diện tích đất 194,82 km2, dân số năm 2010 là 12.676 người.

## Các trung tâm dân cư
Kreileroord, Middenmeer, Slootdorp, Wieringerwerf.